# Wolfgang Voit
Wolfgang Voit (* 1961) ist ein deutscher Jurist. Er ist Professor für Bürgerliches Recht und Zivilverfahrensrecht an der Philipps-Universität Marburg.

## Leben
Voit wurde 1990 an der Universität Passau mit der Dissertation Die Bewertung der Kapitallebensversicherung im Zugewinnausgleich promoviert. Er habilitierte sich 1994 an der Universität Passau mit einer am Lehrstuhl von Hans-Joachim Musielak betreuten Arbeit über Grundfragen des zivilrechtlichen Haftungssystems, dargestellt an der Haftung des Vorstands gegenüber dem Idealverein. Er war von 2001 bis 2003 Vizepräsident der Philipps-Universität Marburg. Er ist Sprecher der Forschungsstelle für Pharmarecht, verantwortlich für die Zusatzqualifikation im Pharmarecht und Herausgeber der Marburger Schriften zum Gesundheitswesen. Zugleich betreut er die Zusatzqualifikation im privaten Baurecht und ist Mitherausgeber der baurechtlichen Schriftenreihe im Nomos Verlag sowie eines Kommentars zum privaten Baurecht im Beck-Verlag.
Seine Forschungsarbeit richtet sich schwerpunktmäßig auf das Zivilverfahrensrecht, insbesondere auf das Schiedsverfahrensrecht, das Produkt- und Pharmahaftungsrecht sowie das Werkvertragsrecht einschließlich des privaten Baurechts.

## Werke
- Der Patient im nationalen und europäischen Gesundheitswesen – 13. Symposium von Wissenschaft und Praxis (Hrsg.), Baden-Baden: Nomos, 2010
- Marktzugangsbedingungen und Marktzugangsschranken – 12. Symposium von Wissenschaft und Praxis (Hrsg.), Baden-Baden: Nomos, 2010
- Strukturveränderungen und Gestaltungsspielräume im Arzneimittelvertrieb – 11. Symposium von Wissenschaft und Praxis (Hrsg.), Baden-Baden: Nomos, 2009
- Gesundheitsreform 2007: rechtliche Bewertung und Handlungsoptionen – 10. Symposium von Wissenschaft und Praxis (Hrsg.), Baden-Baden: Nomos, 2008
- Berufsunfähigkeitsversicherung (Begr.), München: Beck, 2009
- Völkerrecht und humanitäre Operationen in Somalia und im ehemaligen Jugoslawien – Satzungsfragen des DRK: vom 9. bis 11. September 1993 in Goslar (Hrsg.), Bochum: Brockmeyer, 1997
- Vereinte Nationen und humanitäres Völkerrecht: Rechtsentwicklung und Rechtsanwendung – internationale Rotkreuz-Aktivitäten und Rotkreuz-Operationen in Osteuropa – andere aktuelle Rotkreuz-Fragen; vom 8. bis 10. September 1994 in Frankfurt/Oder (Hrsg.), Bochum: Brockmeyer, 1997
- Völkerrechtliche Beiträge der Tagungen der Justitiare und Konventionsbeauftragten des Deutschen Roten Kreuzes 1957 - 1989 (Hrsg.), Bochum: Brockmeyer, 1995
- Humanitäres Völkerrecht im Jugoslawienkonflikt: ausländische Flüchtlinge – andere Rotkreuzfragen; vom 10. bis 12. September 1992 in Homburg (Hrsg.), Bochum: UVB, Brockmeyer, 1993
- Das humanitäre Völkerrecht im Golfkrieg und andere Rotkreuz-Fragen: vom 12. bis 14. September 1991 in Köln (Hrsg.), Bochum: Brockmeyer, 1992
- Die Bewertung der Kapitallebensversicherung im Zugewinnausgleich, Berlin: Duncker und Humblot, 1992
- Gedanken und Erfahrungen eines Richters in Versicherungssachen, Karlsruhe: VVW, 1990
- Aktuelle Rechtsfragen der Berufsunfähigkeitsversicherung, Karlsruhe: VVW, 1990
- Handelsgeschäfte – allgemeine Bestimmungen, Köln; Berlin; Bonn; München: Heymann, 1988
- Kauf, Handelskauf und Kommission, Köln; Berlin; Bonn; München: Heymann, 1988
- Zusatzprotokolle zu den Genfer Abkommen vom 12. August 1949 über den Schutz der Opfer bewaffneter Konflikte (Bearb.), Bonn: Dt. Rotes Kreuz, 1981
- Das IV. [Vierte] Genfer Abkommen vom 12. [zwölften] August 1949 zum Schutze von Zivilpersonen in Kriegszeiten (Bearb.), Bonn: Deutsches Rotes Kreuz, 1980